# Country Class
Albums de Jerry Lee Lewis
Odd Man In
(1975) Country Memories
(1977)
Country Class est un album de Jerry Lee Lewis, enregistré sous le label Mercury Records et sorti en 1976.

## Liste des chansons
1. Let's Put It Back Together Again (Jerry Foster/Bill Rice)
2. No One Will Ever Know (Mel Foree/Fred Rose)
3. You Belong to Me (Pee Wee King/Chilton Price/Redd Stewart)
4. I Sure Miss Those Good Old Times (Mack Vickery)
5. Old Country Church (Traditionnel)
6. After the Fool You've Made of Me (Foster/Price)
7. Jerry Lee's Rock & Roll Revival Show (Foster/Price)
8. Wedding Bells (en) (Claude Boone)
9. Only Love Can Get You in My Door (Marlowe/Rubin)
10. The One Rose (That's Left in My Hand) (Lyon/McIntire)
11. Closest Thing to You (Bob McDill)